# Universität Mossul
Die Universität von Mossul (arabisch جامعة الموصل, DMG Ǧāmiʿat al-Mauṣil) ist eine staatliche Hochschule in Mossul im Irak. Sie wurde 1967 gegründet.
Sie ist in 23 Fakultäten unterteilt, die sich auf drei Campusse aufteilen. Die älteste Fakultät ist die für Medizin. Zu den neueren Fakultäten gehört die Fakultät für Elektrotechnik.
Die Universität gelangte Mitte 2014 weltweit in die Schlagzeilen, als die Organisation Islamischer Staat (IS) dort niedrig-angereichertes Uran vorfand. Der Lehrbetrieb wurde nach Angriffen des IS 2014 vorübergehend eingestellt. Im Januar 2017 gelang es den irakischen Streitkräften das Gelände der Universität Mossul im nordöstlichen Stadtgebiet von Mossul vom IS zu befreien. Nach der Rückeroberung durch die irakischen Streitkräfte versuchen einige Professoren, den Lehrbetrieb unter erschwerten Bedingungen langsam wieder aufzunehmen. IS-Kämpfer steckten die Bibliothek und verschiedene Fakultätsgebäude in Brand und legten Sprengfallen, die nach der Rückeroberung von den irakischen Streitkräften einzeln entfernt werden mussten. Neben verschiedenen Universitätsgebäuden zerstörten die IS-Kämpfer auch einen Großteil der Ausstattung.
Die in Deutschland gegründete Hilfsorganisation Cadus beteiligt sich am Wiederaufbau in Form einer Spendenaktion.